# Akt Konfederacji Szwajcarskiej

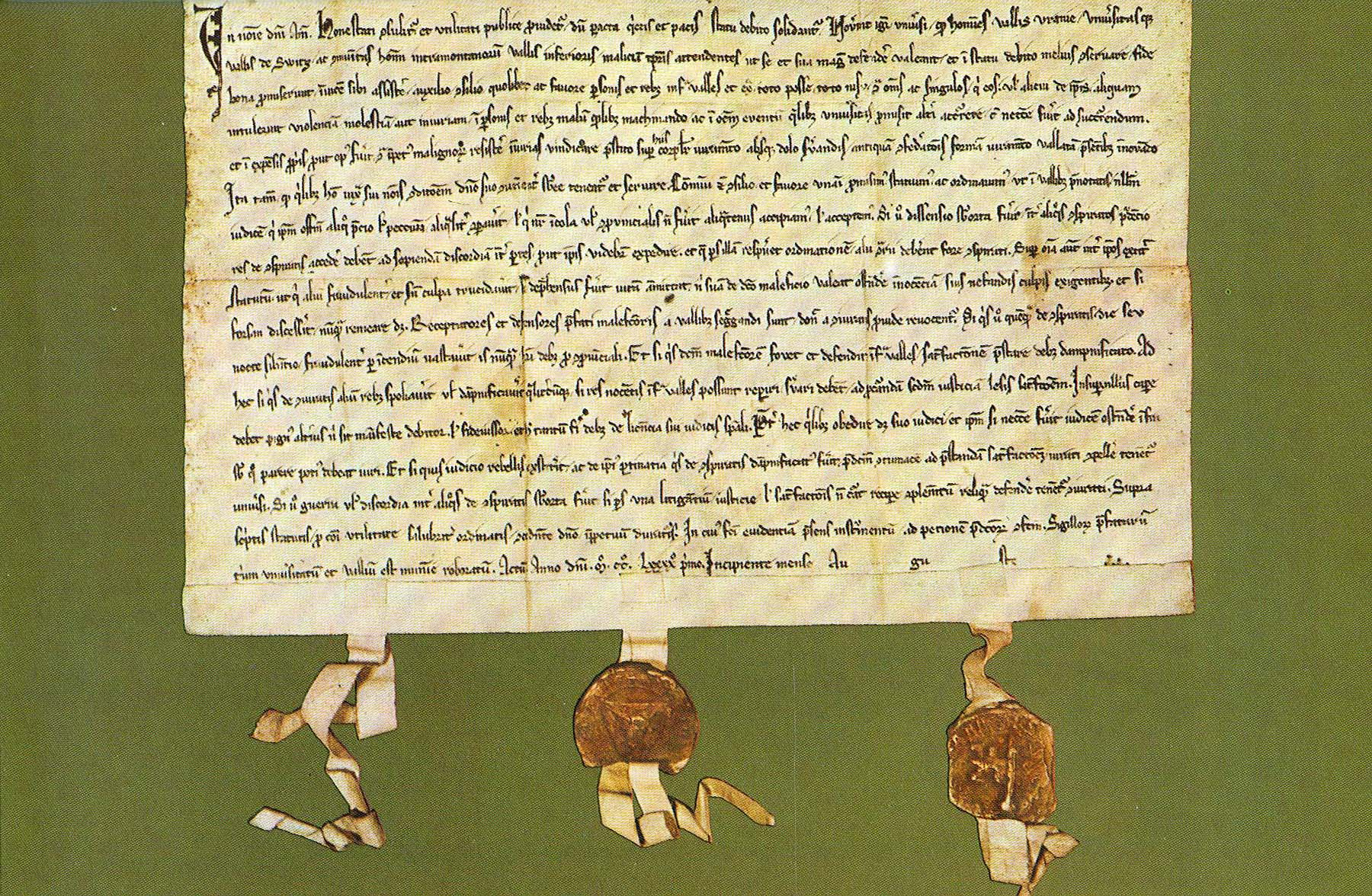
Akt Konfederacji Szwajcarskiej

Akt Konfederacji Szwajcarskiej (inaczej Karta Federalna z 1291) – sojusz obronny, podpisany 1 sierpnia 1291 przez przedstawicieli trzech kantonów leśnych, który stał się podstawą państwa szwajcarskiego.
W XIII wieku najważniejszym rodem w Szwajcarii stali się Habsburgowie. Rudolf z Habsburga przeniósł wprawdzie siedzibę rodu do Wiednia, ale nadal rozbudowywał swoją władzę na obszarze ziem szwajcarskich. Działania te wywoływały konflikty z wolnymi chłopami zrzeszonymi w kantonach leśnych Uri, Schwyz i Unterwalden. Tuż po śmierci Rudolfa z Habsburga (połowa lipca 1291) trzy kantony postanowiły zawrzeć traktat, do podpisania którego doszło w pierwszym dniu następnego miesiąca.
Pakt nosił charakter obronny. Jego uczestnicy zobowiązywali się do pomocy zbrojnej w razie agresji, a także nietolerowania wójtów oraz urzędników niewybranych spośród miejscowej ludności, czyli narzuconych przez Habsburgów. Zakazano także wzajemnych napadów na siebie i podpaleń. Spory miały rozstrzygać sądy starszych.
Traktat powołujący do życia Konfederację Szwajcarską podpisali: rycerz Werner z Attinghausen (od 1291 dożywotni starosta z Uri), syn rycerza z Uri Arnold de Silingen, Konrad Ablberg, Rudolf Stauflacher, Konrad Hunn, trzech wolnych chłopów z Uri, którzy posiadali duże posiadłości ziemskie, Konrad Erstfeld (wyzwolony chłop i równocześnie nowobogacki) oraz Burkard Schupfer (pierwszy starosta Uri). Dokument pozostał tajny. Jego treść ujawniono dopiero w 1315 przed bitwą pod Morgarten. Później dokument zaginął i został odnaleziony w archiwum w Stans dopiero w 1760 przez prawnika z Bazylei Johanna Heinricha Glesera, który przełożył go na niemiecki i opublikował.